# Hyponerita incerta
Hyponerita incerta es una polilla de la familia Erebidae. Fue descrita por William Schaus en 1905. Se encuentra en la Guayana Francesa.